# Glyphodera luteola
Glyphodera luteola är en tvåvingeart som beskrevs av Willi Hennig 1938. Glyphodera luteola ingår i släktet Glyphodera och familjen skridflugor.
Artens utbredningsområde är Uganda. Inga underarter finns listade i Catalogue of Life.